# Coupe des nations du Pacifique 2015
Navigation
Coupe 2014 Coupe 2016
La Coupe des nations du Pacifique 2015 (en anglais : Pacific Nations Cup 2015) est la dixième édition de la compétition. Elle regroupe les équipes des Fidji, des Tonga, du Japon ainsi que les équipes du Canada, des États-Unis et des Samoa. La compétition est remportée par les Fidji.

## Villes et stades
| Suva (Fidji)                  | San José (États-Unis)           | Toronto (Canada)            |
| ----------------------------- | ------------------------------- | --------------------------- |
| ANZ Stadium Capacité : 15 000 | Avaya Stadium Capacité : 18 000 | BMO Field Capacité : 30 000 |
| Le Stade national de Suva.    | L’Avaya Stadium.                | BMO Field.                  |
| Sacramento (États-Unis)       | Burnaby (Canada)                |                             |
| Bonney Field Capacité : 8 000 | Stade Swangard Capacité : 5 288 |                             |
| Le Bonney fields.             | Le stade Swangard.              |                             |

## Phase de poules
Lors d'une première phase, les équipes sont réparties en deux poules. Chaque équipe d'une poule rencontre les trois équipes de la poule opposée. À l'issue de cette phase, les équipes sont classées de 1 à 6, ce classement servant à déterminer les trois rencontres finales, le cinquième affrontant le sixième, le troisième le quatrième et les deux premières s'affrontant pour déterminant le vainqueur de la compétition.
| | Équipe             | Matchs joués       | Victoires          | Matchs nuls        | Défaites           | Points marqués     | Points encaissés   | Différence de points | Essais marqués     | Essais encaissés   | Bonus offensif     | Bonus défensif     | Points             |
| Classement général | Classement général | Classement général | Classement général | Classement général | Classement général | Classement général | Classement général | Classement général   | Classement général | Classement général | Classement général | Classement général | Classement général |
| --- | ------------------ | ------------------ | ------------------ | ------------------ | ------------------ | ------------------ | ------------------ | -------------------- | ------------------ | ------------------ | ------------------ | ------------------ | ------------------ |
| 1 | Fidji (10)         | 3                  | 2                  | 1                  | 0                  | 87                 | 74                 | +13                  | 10                 | 9                  | 1                  | 0                  | 11                 |
| 2 | Samoa (9)          | 3                  | 2                  | 1                  | 0                  | 72                 | 66                 | +6                   | 8                  | 7                  | 1                  | 0                  | 11                 |
| 3 | Tonga (12)         | 3                  | 2                  | 0                  | 1                  | 83                 | 67                 | +16                  | 9                  | 7                  | 0                  | 0                  | 8                  |
| 4 | Japon (13)         | 3                  | 1                  | 0                  | 2                  | 60                 | 56                 | +4                   | 5                  | 4                  | 0                  | 2                  | 6                  |
| 5 | États-Unis (16)    | 3                  | 1                  | 0                  | 2                  | 58                 | 72                 | -14                  | 4                  | 7                  | 0                  | 1                  | 5                  |
| 6 | Canada (17)        | 3                  | 0                  | 0                  | 3                  | 44                 | 69                 | -25                  | 4                  | 6                  | 0                  | 1                  | 1                  |
| Poule 1 |                    |                    |                    |                    |                    |                    |                    |                      |                    |                    |                    |                    |                    |
| 1 | Samoa              | 3                  | 2                  | 1                  | 0                  | 72                 | 66                 | +6                   | 8                  | 7                  | 1                  | 0                  | 11                 |
| 2 | Tonga              | 3                  | 2                  | 0                  | 1                  | 83                 | 67                 | +16                  | 9                  | 7                  | 0                  | 0                  | 8                  |
| 3 | Japon              | 3                  | 1                  | 0                  | 2                  | 60                 | 56                 | +4                   | 5                  | 4                  | 0                  | 2                  | 6                  |
| Poule 2 |                    |                    |                    |                    |                    |                    |                    |                      |                    |                    |                    |                    |                    |
| 1 | Fidji              | 3                  | 2                  | 1                  | 0                  | 87                 | 74                 | +13                  | 10                 | 9                  | 1                  | 0                  | 11                 |
| 2 | États-Unis         | 3                  | 1                  | 0                  | 2                  | 58                 | 72                 | -14                  | 4                  | 7                  | 0                  | 1                  | 5                  |
| 3 | Canada             | 3                  | 0                  | 0                  | 3                  | 44                 | 69                 | -25                  | 4                  | 6                  | 0                  | 1                  | 1                  |
| Attribution des points : victoire : 4, match nul : 2, défaite : 0 ; plus les bonus (offensif : 4 essais marqués ; défensif : défaite par 7 points d'écart maximum). |                    |                    |                    |                    |                    |                    |                    |                      |                    |                    |                    |                    |                    |

## Phase finale
Les trois matchs de classement se jouent à Burnaby, dans la province canadienne de Colombie Britannique.

### Match pour la5eplace
| 3 août 2015 14h00 (UTC−07:00) | États-Unis | 15 - 13 (12 - 3) | Canada | Stade Swangard, Burnaby Arbitre : Alexandre Ruiz |
| 3 août 2015 14h00 (UTC−07:00) |            |                  |        | Stade Swangard, Burnaby Arbitre : Alexandre Ruiz |
| 3 août 2015 14h00 (UTC−07:00) |            |                  |        | Stade Swangard, Burnaby Arbitre : Alexandre Ruiz |

### Match pour la3eplace
| 3 août 2015 11h00 (UTC−07:00) | Tonga | 31 - 20 (13 - 11) | Japon | Stade Swangard, Burnaby Arbitre : Angus Gardner |
| 3 août 2015 11h00 (UTC−07:00) |       |                   |       | Stade Swangard, Burnaby Arbitre : Angus Gardner |
| 3 août 2015 11h00 (UTC−07:00) |       |                   |       | Stade Swangard, Burnaby Arbitre : Angus Gardner |

### Finale
| 3 août 2015 17h00 (UTC−07:00) | Fidji | 39 - 29 (17 - 9) | Samoa | Stade Swangard, Burnaby Arbitre : Pascal Gaüzère |
| 3 août 2015 17h00 (UTC−07:00) |       |                  |       | Stade Swangard, Burnaby Arbitre : Pascal Gaüzère |
| 3 août 2015 17h00 (UTC−07:00) |       |                  |       | Stade Swangard, Burnaby Arbitre : Pascal Gaüzère |

## Classement final
| Rang | Équipe     |
| ---- | ---------- |
| 1    | Fidji      |
| 2    | Samoa      |
| 3    | Tonga      |
| 4    | Japon      |
| 5    | États-Unis |
| 6    | Canada     |

## Statistiques individuelles

### Meilleurs marqueurs
| Rang | Joueur           | Équipe     | Essais |
| ---- | ---------------- | ---------- | ------ |
| 1    | Leone Nakarawa   | Fidji      | 4      |
| -    | Sonatane Takulua | Tonga      | 4      |
| -    | Fetu'u Vainikolo | Tonga      | 4      |
| 4    | Andrew Durutalo  | États-Unis | 3      |

### Meilleurs réalisateurs
| Rang | Joueur         | Équipe     | Points |
| ---- | -------------- | ---------- | ------ |
| 1    | Kurt Morath    | Tonga      | 49     |
| 2    | AJ MacGinty    | États-Unis | 44     |
| 3    | Ayumu Goromaru | Japon      | 42     |